# Och i ach
Och i ach (zapis stylizowany: och i ach) – singel polskiej piosenkarki Sylwii Grzeszczak. Singel został wydany 17 maja 2024.
Kompozycja znalazła się na 1. miejscu listy OLiA, najczęściej odtwarzanych utworów w polskich rozgłośniach radiowych.

## Geneza utworu i historia wydania
Utwór napisali i skomponowali Marcin Piotrowski, Magdalena Wójcik, Sylwia Grzeszczak i Jakub Galiński, który również odpowiada za produkcję utworu. Piosenkarka o singlu:

[...] A to wszystko dla złapania optymalnej perspektywy, aby zobaczyć czego za dużo a czego w życiu brak. Czy to blisko, czy daleko...  góry, morze, jeziora, wieś na końcu świata... gdziekolwiek gdzie złapiesz moment relaksu i dystansu. Kiedy spojrzysz wstecz na te miłe, pozornie przypadkowe migawki z życia... doświadczysz tych uczuć na nowo... zawołasz... »och i ach«. I to o chodzi!

Singel ukazał się w formacie digital download 17 maja 2024 w Polsce za pośrednictwem wytwórni płytowej SG Media w dystrybucji Warner Music Poland.
19 sierpnia 2024 utwór został zaprezentowany telewidzom stacji TVN podczas koncertu Gorączka sopockiej nocy na Top of the Top Sopot Festival 2024.

## „Och i ach” w stacjach radiowych
Nagranie było notowane na 1. miejscu w zestawieniu OLiA, najczęściej odtwarzanych utworów w polskich rozgłośniach radiowych.

## Teledysk
Do utworu powstał teledysk w reżyserii Macieja Olejniczaka, który udostępniono w dniu premiery singla za pośrednictwem serwisu YouTube.

## Lista utworów
- Digital download[3]

1. „Och i ach” – 3:01

## Notowania
| Kraj   | Lista (2024)             | Najwyższa pozycja |
| ------ | ------------------------ | ----------------- |
| Polska | Billboard Poland Songs   | 2                 |
| Polska | OLiS – single w streamie | 1                 |

| Kraj   | Lista (2024)                   | Najwyższa pozycja |
| ------ | ------------------------------ | ----------------- |
| Polska | OLiS – oficjalna lista airplay | 1                 |

| Kraj   | Lista (2024)                   | Pozycja |
| ------ | ------------------------------ | ------- |
| Polska | OLiS – single w streamie       | 16      |
| Polska | OLiS – oficjalna lista airplay | 14      |

## Wyróżnienia
| Rok  | Konkurs                  | Kategoria                   | Rezultat    |
| ---- | ------------------------ | --------------------------- | ----------- |
| 2024 | Gorąca 100               | 100 największych hitów 2024 | 24. miejsce |
| 2024 | Przebój roku RMF FM 2024 | Przebój roku                | 1. miejsce  |